# Gilberto Milani
Gilberto Milani (Milaan, 13 mei 1932 – Varese, 30 oktober 2021) was een Italiaans motorcoureur en teammanager. Zijn beste seizoen als coureur was dat van 1969, toen hij als achtste eindigde in de 500cc-klasse. Zijn beste seizoen als teammanager was dat van 1976, toen zijn coureur Walter Villa twee wereldtitels veroverde.

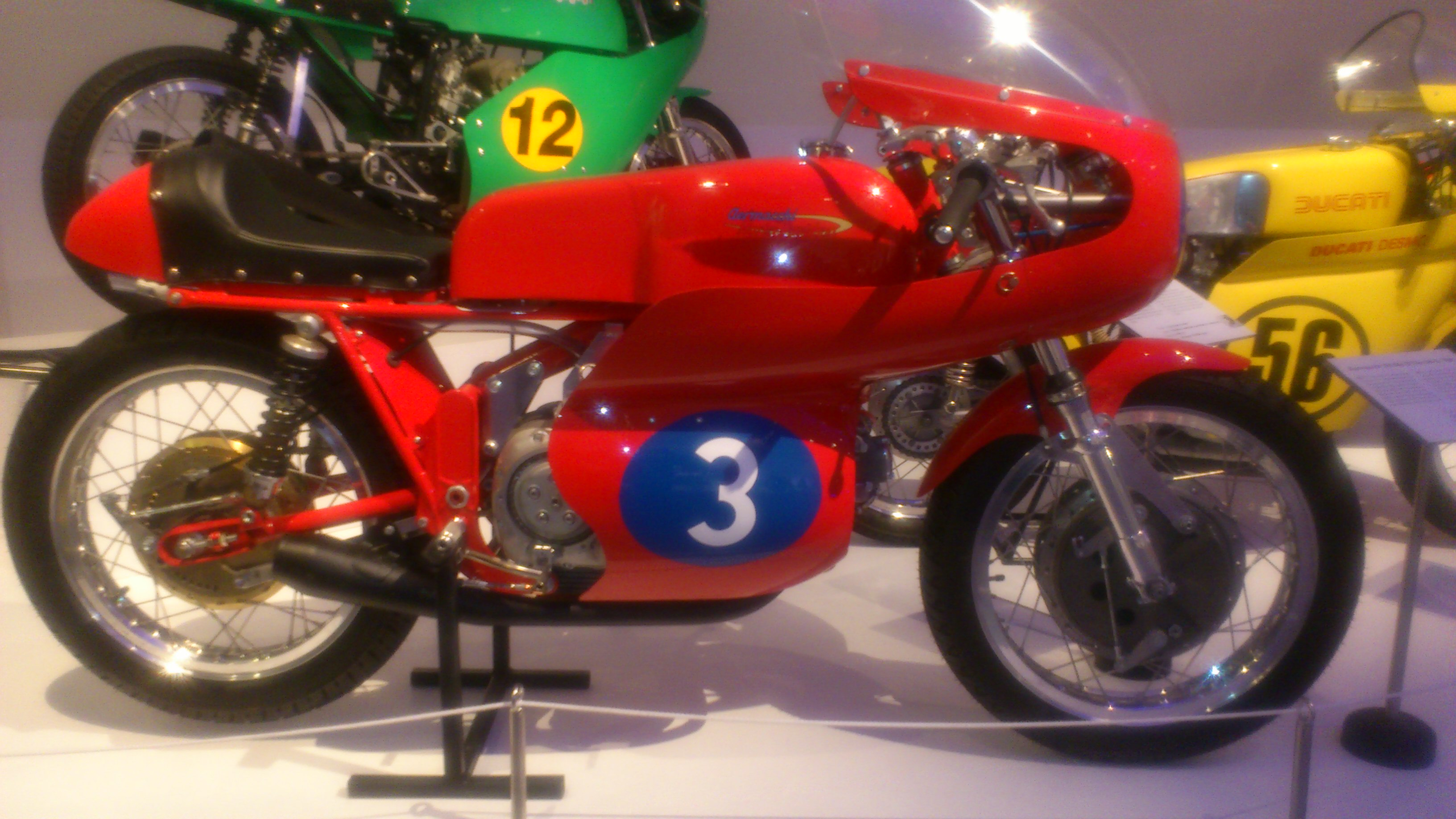
Aermacchi Ala d'Oro 350

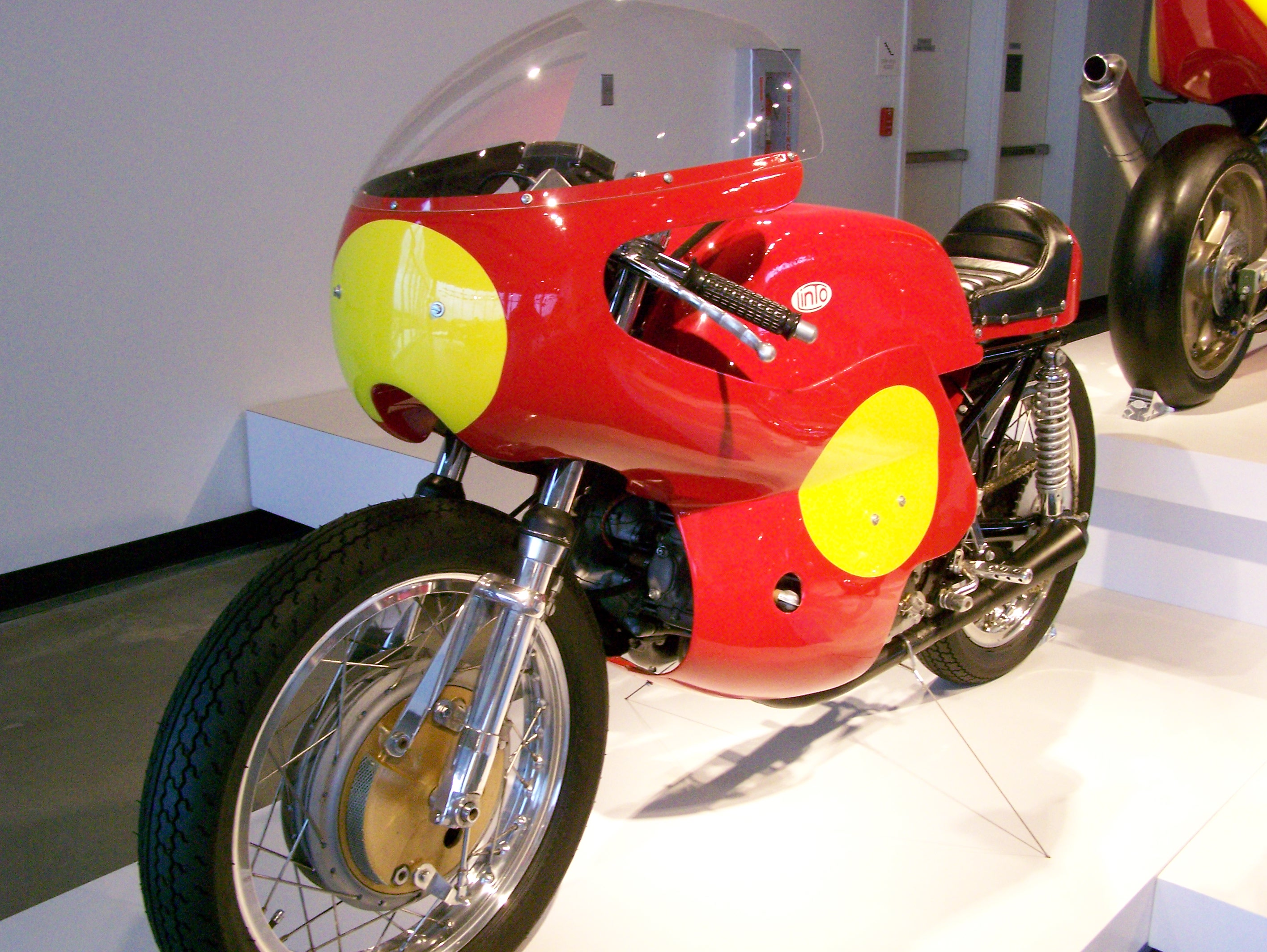
Linto 500 GP

## Carrière als coureur
Gilberto Milani was de zevende van negen kinderen. In 1949 begon hij te racen met een Lambretta scooter. Dat bleef hij tot 1952 doen. In 1953 werd hij met een 175cc-Sterzi derde in de opnieuw ingevoerde Giro Motociclistico d'Italia-langeafstandsrace. In dat jaar won hij ook nog een race in Pescara. Hij werd daarna voor het Italiaanse nationale kampioenschap in de juniorenklassen ingehuurd door Fratelli Boselli Mondial, waarvoor hij een aantal overwinningen in de 125- en de 175cc-klassen boekte. In 1955 promoveerde hij naar de nationale seniorenklasse, maar hij kwam in de 125cc-race van de Grand Prix des Nations ten val. MV Agusta vroeg hem in 1956 terug te keren naar de junioren om daar de MV Agusta 500 4C in te zetten. Daarmee werd hij in 1957 500cc-juniorenkampioen van Italië. Tijdelijk kwam zijn carrière in het slop, maar in 1958 reed hij nog drie nationale wedstrijden voor MV Agusta.
Van 1959 tot 1961 reed hij met een aantal merken, zoals Paton, Norton, Benelli en Bianchi. Met de Norton 40M scoorde hij in 1959 zijn eerste punt in het wereldkampioenschap wegrace door als zesde te finishen in de 350cc-klasse van de GP des Nations. In het seizoen 1960 kreeg hij van Honda alleen voor de GP des Nations de beschikking over een fabrieks-Honda RC 161 viercilinder. Hoewel Honda meer Europese coureurs in dienst had, werd Milani de eerste Europeaan die een wedstrijd leidde met een 250cc-Honda, maar hij finishte als vijfde.
In 1962 ging hij naar Aermacchi, waar hij tot aan het einde van zijn racecarrière in 1970 bleef werken als monteur, chauffeur, testrijder en fabriekscoureur. Zijn racecarrière kwam echter op een laag pitje te staan. Slechts enkele malen per jaar nam hij aan WK-wedstrijden deel omdat aanvankelijk Alberto Pagani de eerste coureur was en later Renzo Pasolini. Milani deed ontwikkelingswerk en hielp ook Lino Tonti bij de ontwikkeling van de Linto 500 GP, die succesvol leek te worden toen Gyula Marsovszky in 1969 tweede in het WK werd, maar die ook toprijders als John Dodds, Jack Findlay en Keith Turner aantrok. Daarna kwam Milani nog in de 500cc-klasse uit met de opgeboorde Ala d'Oro 382 en de Ala d'Oro 402. Met de 382 scoore hij in 1969 een podiumplaats en eindigde hij als achtste in het wereldkampioenschap.

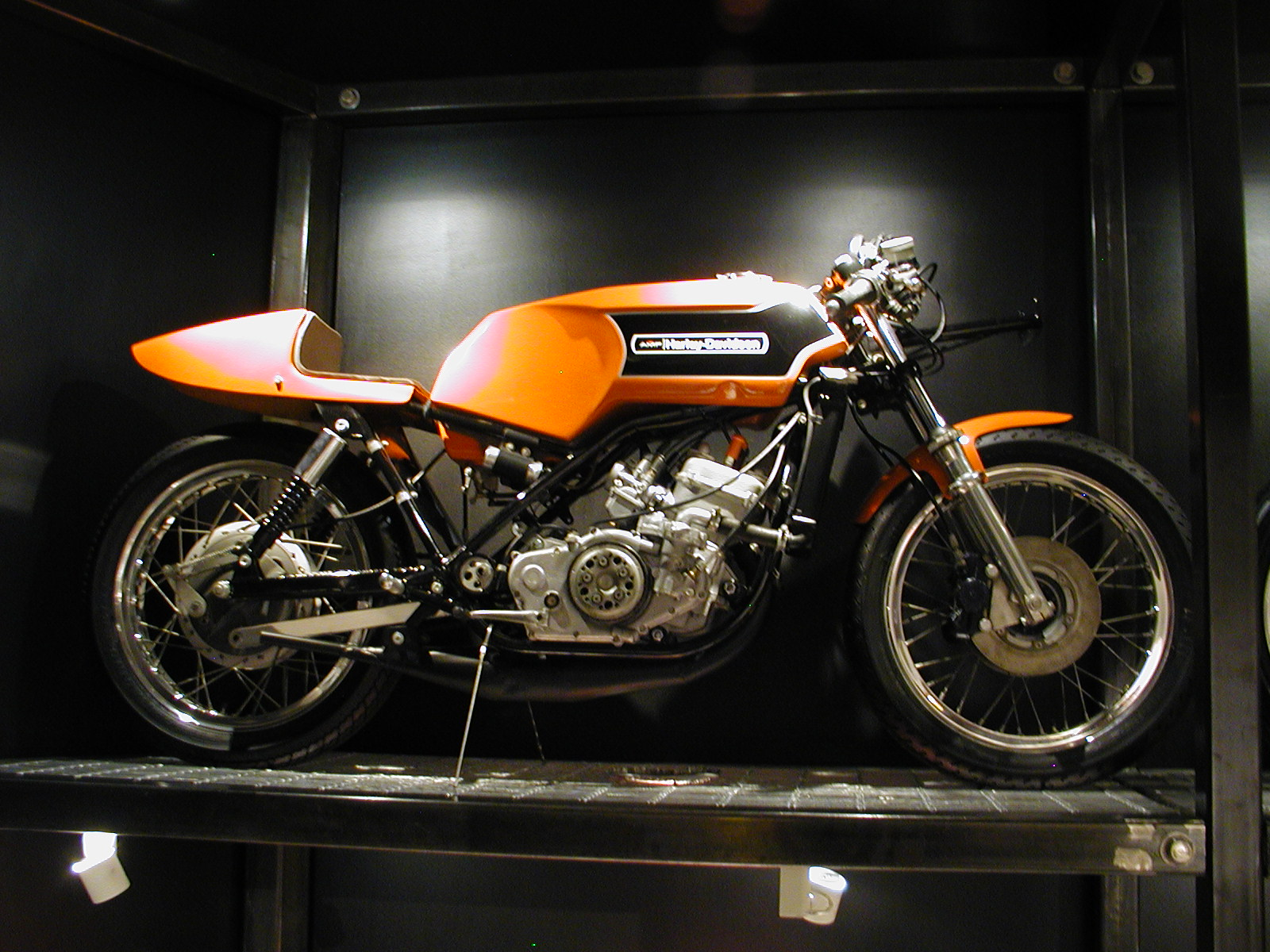
Harley-Davidson RR 250 uit 1975

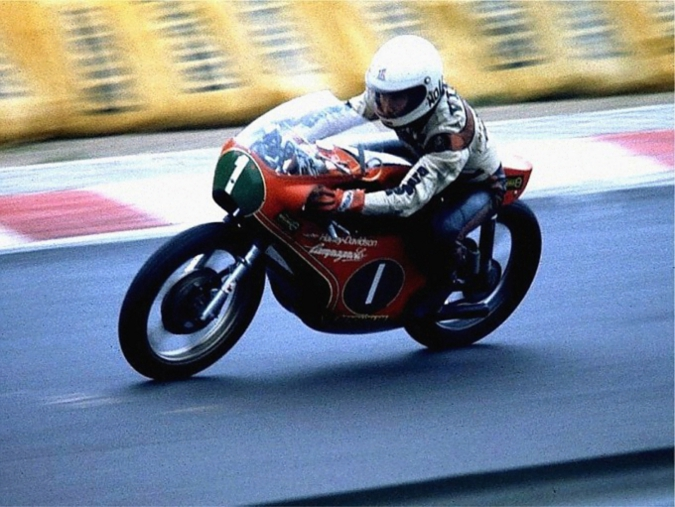
Walter Villa op een Harley-Davidson RR 250 in 1976

## Carrière als teammanager
Daarna werd hij raceteammanager bij Aermacchi-Harley-Davidson. Aermacchi produceerde alleen stoterstangenmotoren die nooit een vuist konden maken tegen andere racemotoren, maar na de overname door Harley-Davidson richtte het merk zich op tweetaktmotoren, waarmee grote successen geboekt werden. Met hulp van Kel Carruthers, die in 1970 privé een Yamaha TD 2 had gereden en zijn kennis deelde met Aermacchi, werd een prototype van een 250cc-tweetaktracer gebouwd, dat in 1971 klaar was.
In 1972 werd voor het eerst een volledig seizoen geracet met de Aermacchi 250- en 350cc-racers en ze waren meteen succesvol. De machines bleken enorm betrouwbaar: Pasolini scoorde punten in alle WK-races waar hij aan de start kwam. In de 250cc-klasse won hij drie wedstrijden en hij eindigde achter Jarno Saarinen (Yamaha) als tweede in de eindstand. In de 350cc-klasse werd hij derde achter Giacomo Agostini (MV Agusta) en Jarno Saarinen. In 1973 nam Harley-Davidson de vestiging van Aermacchi in Varese helemaal over en de naam "Aermacchi" verdween van de tank. De machines werden voortaan als "Harley-Davidson" ingezet, met de toevoeging "RR".
In het seizoen 1973 kon Pasolini tijdens de Grand Prix van Frankrijk de Yamaha-rijders Jarno Saarinen en Hideo Kanaya niet volgen en het team sloeg de Grand Prix van Duitsland over om de watergekoelde versie van de machines te ontwikkelen. Aermacchi en andere Italiaanse merken hadden vertraging opgelopen door stakingen in de metaalindustrie in de winter van 1972/1973. In Monza viel Pasolini na een val uit in de 350cc-race, maar in de 250cc-race vond het tragische ongeval plaats waarbij zowel Pasolini als Saarinen het leven verloren. De (weinige) privérijders die al een Harley-Davidson gebruikten hadden nog luchtgekoelde machines, maar na de dood van Pasolini kregen Michel Rougerie en Gianfranco Bonera gedeeltelijke fabriekssteun en tegen het einde van het seizoen ook watergekoelde machines. Het duurde echter tot half juli eer er weer spake was van een fabrieksteam, onder leiding van Gilberto Milani. Rougerie scoorde podiumplaatsen in de TT van Assen en de GP van Tsjecho-Slowakije en werd vijfde in het wereldkampioenschap.
In het seizoen 1974 concentreerde Harley-Davidson zich met Walter Villa en Michel Rougerie vooral op de 250cc-klasse. Villa won vier 250cc-GP's maar werd ook geholpen doordat de Yamaha-coureurs veel punten van elkaar wegsnoepten. Geen enkele andere rijder won meer dan één race. Daardoor werd Villa overtuigend wereldkampioen 250 cc.
In het seizoen 1975 werd de 500cc-racer ingezet, maar zowel in de 350- als de 500cc-klasse kon men geen succes boeken. In de 250cc-klasse wel: Villa won vijf van de elf GP's, maar hij viel in de Grand Prix van Finland. Teamgenoot Rougerie begreep dat hij Johnny Cecotto moest inhalen om de titel voor Villa veilig te stellen en dat deed hij ook. Walter Villa vernam in het ziekenhuis dat hij voor de tweede keer wereldkampioen was.
In het seizoen 1976 kreeg Walter Villa eindelijk een volwaardige 350cc-machine en daarmee won hij meteen de eerste race. Hij concentreerde zich echter weer op de 250cc-klasse en na de tweede plaats in Oostenrijk en een zevende plaats in Italië sloeg hij een aantal 350cc-races over. In Finland leidde hij de 350cc-race van start tot finish en ook in Tsjecho-Slowakije en Duitsland won hij. Daarmee was hij wereldkampioen in de 350cc-klasse. In de 250cc-klasse ging het nog overtuigender: Walter Villa won zeven van de elf wedstrijden en in Tsjecho-Slowakije, met nog twee races te gaan, was hij al zeker van de wereldtitel.
Na zoveel succes was het seizoen 1977 een grote tegenvaller. Nu was Franco Uncini de teamgenoot van Walter Villa, maar zowel in de 250- als de 350cc-klasse kwamen de Harley-Davidsons er in het begin van het seizoen niet aan te pas. Villa kwalificeerde zich zelfs niet voor de Grand Prix van Spanje. Men sloeg de Joegoslavische GP over en in de TT van Assen reed Uncini met een frame van Bakker. Daarmee presteerde hij veel beter dan Villa, die nog het Harley-Davidson-frame gebruikte. Met de Bakker-frames ging het aanmerkelijk beter: Villa won in België en Finland, Uncini won in Tsjecho-Slowakije. Zo werd Uncini tweede in het 250cc-wereldkampioenschap en Villa werd derde.
In 1978 besteedde Harley-Davidson haar race-activiteiten uit aan sponsor Nolan Helmets. Walter Villa, die geen vertrouwen meer had in Harley, wilde met dit nieuwe team wel blijven. De resultaten waren echter weer slecht en Villa haalde aanvankelijk slechts één keer de finish toen hij derde werd in België in de 250cc-klasse. In mei was eindelijk de nieuwe 250cc-motor met roterende inlaten klaar, maar rond die tijd werd ook bekend dat Harley-Davidson de race-activiteiten staakte omdat het bedrijf in Varese verkocht werd aan Cagiva. In juli startte Walter Villa in Finland al met een MBA.
Nadat Cagiva het merk overnam bleef Milani racedirecteur en werkte hij o.a. aan de 500cc-Cagiva-racers en aan de Cagiva Mito 125 productieracers.

## Wereldkampioenschap wegrace resultaten Gilberto Milani
(Races in vet zijn pole-positions; races in cursief geven de snelste ronde aan, punten tussen haakjes zijn inclusief streepresultaten)

### Puntentelling t/m 1968
De eerste zes finishers kregen punten.
|         | 1e | 2e | 3e | 4e | 5e | 6e |
| Punten: | 8  | 6  | 4  | 3  | 2  | 1  |

### Puntentelling vanaf 1969
In 1969 kwam er een nieuwe puntentelling. Nu kregen de eerste tien finishers punten.
|         | 1e | 2e | 3e | 4e | 5e | 6e | 7e | 8e | 9e | 10e |
| Punten: | 15 | 12 | 10 | 8  | 6  | 5  | 4  | 3  | 2  | 1   |

| Jaar | Klasse | Team      | Motorfiets       | 1       | 2       | 3            | 4       | 5     | 6       | 7     | 8     | 9       | 10      | 11      | 12      | 13    | Punten | Plaats | Overwinningen |
| ---- | ------ | --------- | ---------------- | ------- | ------- | ------------ | ------- | ----- | ------- | ----- | ----- | ------- | ------- | ------- | ------- | ----- | ------ | ------ | ------------- |
| 1956 | 125 cc | MV Agusta | 125 Bialbero     | IOM -   | NED -   | BEL -        | DUI -   | ULS - | NAT DNF |       |       |         |         |         |         |       | 0      | -      | 0             |
| 1959 | 250 cc | Privé     | Paton            |         | IOM -   | DUI -        | NED -   |       | ZWE -   | ULS - | NAT 7 |         |         |         |         |       | 0      | -      | 0             |
| 1959 | 350 cc | Privé     | Norton 40M Manx  |         | IOM -   | DUI -        | NED -   | BEL - | ZWE -   | ULS - | NAT 6 |         |         |         |         |       | 1      | 16e    | 0             |
| 1960 | 250 cc | Benelli   | 250 4C           |         | IOM -   | NED -        | BEL DNF | DUI - | ULS -   |       |       |         |         |         |         |       | 2      | 14e    | 0             |
| 1960 | 250 cc | Honda     | RC 161           |         |         |              |         |       |         | NAT 5 |       |         |         |         |         |       | 2      | 14e    | 0             |
| 1961 | 125 cc | Privé     | Paton            | SPA -   | DUI -   | FRA -        | IOM -   | NED - | BEL -   | DDR - | ULS - | NAT 12  | ZWE -   | ARG -   |         |       | 0      | -      | 0             |
| 1961 | 350 cc | Privé     | Bianchi          |         | DUI DNF |              |         | NED - |         | DDR - | ULS - | NAT -   | ZWE -   |         |         |       | 0      | -      | 0             |
| 1961 | 350 cc | Privé     | Norton 40 M Manx |         |         |              | IOM 25  |       |         |       |       |         |         |         |         |       | 0      | -      | 0             |
| 1961 | 500 cc | Privé     | Norton 30M Manx  |         | DUI -   | FRA -        | IOM DNF | NED - | BEL -   | DDR - | ULS - | NAT -   | ZWE -   | ARG -   |         |       | 0      | -      | 0             |
| 1962 | 250 cc | Aermacchi | Ala d'Oro 250    | SPA -   | FRA -   | IOM -        | NED -   | BEL - | DUI -   | ULS - | DDR - | NAT 5   |         | ARG -   |         |       | 2      | 20e    | 0             |
| 1962 | 350 cc | Aermacchi | Ala d'Oro 350    |         |         | IOM -        | NED -   |       |         | ULS - | DDR - | NAT DNF | FIN -   |         |         |       | 0      | -      | 0             |
| 1963 | 250 cc | Aermacchi | Ala d'Oro 250    | SPA 6   | DUI -   | FRA afgelast | IOM -   | NED - | BEL -   | ULS - | DDR - |         | NAT -   | ARG -   | JAP -   |       | 1      | 20e    | 0             |
| 1963 | 350 cc | Aermacchi | Ala d'Oro 350    |         | DUI 5   |              | IOM -   | NED - |         | ULS - | DDR - | FIN -   | NAT -   |         |         |       | 2      | 18e    | 0             |
| 1964 | 250 cc | Aermacchi | Ala d'Oro 250    | VST -   | SPA -   | FRA -        | IOM DNF | NED 6 | BEL 9   | DUI - | DDR 4 | ULS -   |         | NAT 10  | JAP -   |       | 4      | 17e    | 0             |
| 1964 | 350 cc | Aermacchi | Ala d'Oro 350    |         |         |              | IOM DNF | NED - |         | DUI 4 | DDR - | ULS -   | FIN -   | NAT -   | JAP -   |       | 3      | 13e    | 0             |
| 1965 | 250 cc | Aermacchi | Ala d'Oro 250    | VST -   | DUI 6   | SPA -        | FRA -   | IOM 7 | NED 7   | BEL - | DDR - | TSL -   | ULS -   | FIN -   | NAT -   | JAP - | 1      | 28e    | 0             |
| 1965 | 350 cc | Aermacchi | Ala d'Oro 350    | VST -   | DUI -   | SPA -        | FRA -   | IOM 6 | NED 5   |       | DDR - | TSL 4   | ULS -   | FIN -   | NAT -   | JAP - | 6      | 12e    | 0             |
| 1966 | 250 cc | Aermacchi | Ala d'Oro 250    | SPA DNF | DUI -   | FRA 7        | NED -   | BEL - | DDR -   | TSL - | FIN - | ULS -   | IOM -   | NAT -   | JAP -   |       | 0      | -      | 0             |
| 1966 | 350 cc | Aermacchi | Ala d'Oro 350    |         | DUI -   | FRA 4        | NED 12  |       | DDR -   | TSL - | FIN - | ULS -   | IOM -   | NAT -   | JAP -   |       | 3      | 18e    | 0             |
| 1967 | 250 cc | Aermacchi | Ala d'Oro 250    | SPA -   | DUI -   | FRA -        | IOM DNF | NED - | BEL -   | DDR - | TSL - | FIN -   | ULS -   | NAT -   | CAN -   | JAP 5 | 2      | 16e    | 0             |
| 1967 | 350 cc | Aermacchi | Ala d'Oro 350    |         | DUI 6   |              | IOM 6   | NED 7 |         | DDR - | TSL - | FIN -   | ULS -   | NAT -   |         | JAP 5 | 4      | 12e    | 0             |
| 1968 | 250 cc | Aermacchi | Ala d'Oro 250    | DUI -   | SPA -   | IOM -        | NED 9   | BEL - | DDR -   | TSL 5 | FIN - | ULS -   | NAT -   |         |         |       | 2      | 14e    | 0             |
| 1968 | 350 cc | Aermacchi | Ala d'Oro 350    | DUI -   |         | IOM -        | NED 3   |       | DDR -   | TSL - |       | ULS -   | NAT -   |         |         |       | 4      | 9e     | 0             |
| 1968 | 500 cc | Privé     | Linto            | DUI -   | SPA -   | IOM -        | NED -   | BEL - | DDR -   | TSL - | FIN - | ULS -   | NAT DNF |         |         |       | 0      | -      | 0             |
| 1969 | 350 cc | Aermacchi | Ala d'Oro 350    | SPA -   | DUI -   |              | IOM -   | NED - |         | DDR - | TSL - | FIN -   | ULS -   | NAT -   | ADR 2   |       | 12     | 14e    | 0             |
| 1969 | 500 cc | Aermacchi | Ala d'Oro 382    | SPA -   | DUI 7   | FRA -        | IOM -   | NED 4 | BEL -   | DDR - | TSL - | FIN -   | ULS -   | NAT 2   | ADR DNF |       | 24     | 8e     | 0             |
| 1970 | 500 cc | Aermacchi | Ala d'Oro 402    | DUI -   | FRA -   | ADR -        | IOM -   | NED - | BEL -   | DDR - |       | FIN -   | ULS -   | NAT DNF | SPA -   |       | 0      | -      | 0             |

## Wereldkampioenschap wegrace resultaten team Aermacchi-Harley Davidson
(Races in vet zijn pole-positions; races in cursief geven de snelste ronde aan, punten (tussen haakjes) zijn inclusief streepresultaten.)
| Jaar | Klasse | Coureur           | Motorfiets                                               | 1       | 2            | 3       | 4       | 5       | 6       | 7       | 8       | 9       | 10      | 11      | 12      | 13    | Punten  | Plaats | Overwinningen |
| ---- | ------ | ----------------- | -------------------------------------------------------- | ------- | ------------ | ------- | ------- | ------- | ------- | ------- | ------- | ------- | ------- | ------- | ------- | ----- | ------- | ------ | ------------- |
| 1971 | 250 cc | Renzo Pasolini    | Aermacchi 250                                            | OOS -   | DUI -        | IOM -   | NED -   | BEL -   | DDR -   | TSJ -   | ZWE -   | FIN -   | ULS -   | NAT 11  | SPA 5   |       | 6       | 28e    | 0             |
| 1972 | 125 cc | Michel Rougerie   | Aermacchi Ala d'Oro 125                                  | DUI -   | FRA 9        | OOS -   | NAT -   | IOM -   | JOE -   | NED -   | BEL 16  | DDR -   | TSL -   | ZWE -   | FIN -   | SPA - | 2       | 38e    | 0             |
| 1972 | 250 cc | Renzo Pasolini    | Aermacchi 250                                            | DUI -   | FRA 2        | OOS -   | NAT 1   | IOM -   | YUG 1   | NED 2   | BEL 19  | DDR 2   | TSJ 2   | ZWE 3   | FIN -   | SPA 1 | 93      | 2e     | 3             |
| 1972 | 350 cc | Michel Rougerie   | Aermacchi 350                                            | DUI -   | FRA 9        | OOS -   | NAT -   | IOM -   | JOE -   | NED -   |         | DDR -   | TSL -   | ZWE -   | FIN -   | SPA - | 2       | 32e    | 0             |
| 1972 | 350 cc | Renzo Pasolini    | Aermacchi 350                                            | DUI 5   | FRA 3        | OOS 3   | NAT 2   | IOM -   | YUG -   | NED 3   |         | DDR 2   | TSJ 2   | ZWE 4   | FIN 3   | SPA 2 | 78      | 3e     | 0             |
| 1973 | 250 cc | Renzo Pasolini    | Harley-Davidson RR 250                                   | FRA 3   | OOS -        | DUI -   | IOM -   | NAT DNF | (†)     | (†)     | (†)     | (†)     | (†)     | (†)     | (†)     | (†)   | 10      | 19e    | 0             |
| 1973 | 250 cc | Michel Rougerie   | Harley-Davidson RR 250                                   | FRA 4   | OOS -        | DUI -   | NAT -   | IOM -   | JOE -   | NED 2   | BEL 4   | TSL 2   | ZWE DNF | FIN -   | SPA 6   |       | 45      | 5e     | 0             |
| 1973 | 350 cc | Michel Rougerie   | Harley-Davidson RR 350                                   | FRA -   | OOS -        | DUI -   | NAT -   | IOM -   | JOE -   | NED -   |         | TSL 7   | ZWE 15  | FIN -   | SPA DNF |       | 4       | 34e    | 0             |
| 1973 | 350 cc | Gianfranco Bonera | Harley-Davidson RR 350                                   | FRA -   | OOS -        | DUI -   | NAT 17  | IOM -   | JOE -   | NED DNF |         | TSL 4   | ZWE -   | FIN -   | SPA -   |       | 8       | 23e    | 0             |
| 1973 | 500 cc | Michel Rougerie   | Harley-Davidson 391                                      | FRA DNF | OOS -        | DUI -   | NAT -   | IOM -   | JOE -   | NED DNF | BEL 5   | TSL -   | ZWE -   | FIN -   | SPA -   |       | 6       | 29e    | 0             |
| 1974 | 125 cc | Lorenzo Ghiselli  | Aermacchi Ala d'Oro 125                                  |         | NAT 5        | SPA -   |         | DUI -   | FRA -   |         | NED -   |         | GBR -   | ZWE -   | SMR -   |       | 6       | 22e    | 0             |
| 1974 | 250 cc | Walter Villa      | Harley-Davidson RR 250                                   |         | DUI boycot   |         | NAT 1   | IOM -   | NED 1   | BEL 6   | ZWE 2   | FIN 1   | TSJ 1   | JOE -   | SPA -   |       | 77      | 1e     | 4             |
| 1974 | 250 cc | Michel Rougerie   | Harley-Davidson RR 250                                   |         | DUI boycot   |         | NAT DNF | IOM -   | NED DNF | BEL 5   | ZWE 8   | FIN 2   | TSL DNF | JOE DNF | SPA -   |       | 21      | 9e     | 0             |
| 1974 | 350 cc | Michel Rougerie   | Harley-Davidson RR 350                                   | FRA 5   | DUI boycot   | OOS 5   | NAT 3   | IOM -   | NED 13  |         | ZWE DNF | FIN 8   |         | JOE DNF | SPA -   |       | 25      | 7e     | 0             |
| 1974 | 350 cc | Walter Villa      | Harley-Davidson RR 350                                   | FRA -   | DUI boycot   | OOS 6   | NAT 4   | IOM -   | NED 9   |         | ZWE -   | FIN -   |         | JOE -   | SPA -   |       | 15      | 16e    | 0             |
| 1974 | 500 cc | Michel Rougerie   | Harley-Davidson 391                                      | FRA 5   | DUI boycot   | OOS DNF | NAT -   | IOM -   | NED -   | BEL 6   | ZWE -   | FIN -   | TSL 8   |         |         |       | 14      | 16e    | 0             |
| 1974 | 500 cc | Walter Villa      | Harley-Davidson 391                                      | FRA -   | DUI boycot   | OOS DNF | NAT -   | IOM -   | NED -   | BEL -   | ZWE -   | FIN -   | TSJ DNF |         |         |       | 0       | -      | 0             |
| 1975 | 250 cc | Walter Villa      | Harley-Davidson RR 250                                   | FRA -   | SPA 1        |         | DUI 1   | NAT 1   | IOM -   | NED 1   | BEL 3   | ZWE 1   | FIN -   | TSJ -   | JOE -   |       | 85      | 1e     | 5             |
| 1975 | 250 cc | Michel Rougerie   | Harley-Davidson RR 250                                   | FRA 3   | SPA 6        |         | DUI 2   | NAT 3   | IOM -   | NED 2   | BEL 2   | ZWE DNF | FIN 1   | TSL 1   | JOE -   |       | 76 (91) | 2e     | 2             |
| 1975 | 350 cc | Walter Villa      | Harley-Davidson RR 350                                   | FRA DNF | SPA 8        | OOS -   | DUI DNF | NAT DNF | IOM -   | NED -   |         |         | FIN DNF | TSJ -   | JOE -   |       | 3       | 36e    | 0             |
| 1975 | 350 cc | Michel Rougerie   | Harley-Davidson RR 250 (opgeboord)                       | FRA -   | SPA DNF      | OOS -   | DUI -   | NAT -   | IOM -   | NED DNF |         |         | FIN DNF | TSL DNF | JOE -   |       | 0       | -      | 0             |
| 1975 | 500 cc | Michel Rougerie   | Harley-Davidson RR 500                                   | FRA 7   |              | OOS -   | DUI DNF | NAT DNF | IOM -   | NED -   | BEL -   | ZWE -   | FIN -   | TSL -   |         |       | 4       | 28e    | 0             |
| 1976 | 250 cc | Walter Villa      | Harley-Davidson HDB2                                     | FRA 1   |              | NAT 1   | JOE -   | IOM -   | NED 1   | BEL 1   | ZWE -   | FIN 1   | TSJ 1   | DUI 1   | SPA 2   |       | 90      | 1e     | 7             |
| 1976 | 250 cc | Gianfranco Bonera | Harley-Davidson RR 250                                   | FRA 2   |              | NAT DNF | JOE 7   | IOM -   | NED 4   | BEL 5   | ZWE 3   | FIN 3   | TSL 2   | DUI -   | SPA 1   |       | 61      | 3e     | 1             |
| 1976 | 350 cc | Walter Villa      | Harley-Davidson RR 350                                   | FRA 1   | OOS 2        | NAT 7   | JOE -   | IOM -   | NED -   |         |         | FIN 1   | TSJ 1   | DUI 1   | SPA 6   |       | 76      | 1e     | 4             |
| 1976 | 350 cc | Gianfranco Bonera | Harley-Davidson RR 350                                   | FRA DNQ | OOS 10       | NAT DNF | JOE -   | IOM -   | NED DNF |         |         | FIN -   | TSL 7   | DUI 3   | SPA DNF |       | 15      | 16e    | 0             |
| 1977 | 250 cc | Franco Uncini     | Harley-Davidson HDB2 / Bakker - Harley-Davidson RR 250   | VEN DNF |              | DUI 3   | NAT 1   | SPA 13  | FRA DNF | JOE DNF | NED 2   | BEL 7   | ZWE DNF | FIN 4   | TSL 1   | GBR 4 | 72      | 2e     | 2             |
| 1977 | 250 cc | Walter Villa      | Harley-Davidson HDB2 / Bakker - Harley-Davidson RR 250   | VEN 1   |              | DUI DNF | NAT DNF | SPA DNF | FRA 23  | JOE DNF | NED 4   | BEL 1   | ZWE DNF | FIN 1   | TSJ 2   | GB 9  | 67      | 3e     | 3             |
| 1977 | 350 cc | Walter Villa      | Harley-Davidson RR 350 / Bakker - Harley-Davidson RR 350 | VEN DNF | OOS afgelast | DUI 7   | NAT 7   | SPA DNF | FRA -   | JOE -   | NED 8   |         | ZWE -   | FIN 8   | TSJ DNF | GB -  | 14      | 17e    | 0             |
| 1977 | 350 cc | Franco Uncini     | Harley-Davidson RR 350 / Bakker - Harley-Davidson RR 350 | VEN DNF | OOS Afgelast | DUI 16  | NAT -   | SPA DNF | FRA -   | JOE -   | NED 5   |         | ZWE DNQ | FIN DNF | TSL DNF | GBR - | 11      | 20e    | 0             |